# Szekerestanya
Szekerestanya (Sechereșa) település Romániában, Szatmár megyében.

## Fekvése
A Bükkalján, Szoportól 4 km-re fekvő település.

## Története
Szekerestanya (Sechereșa) Felsőszopor határán alakult település.
1913-ban Szekerestanyát Szekeres tartozékaként jelölik.
1992-ben 102 lakosából 100 magyar, 2 román volt. Ebből 2 görögkatolikus, 2 római katolikus, 96 református, 2 egyéb volt.
Lakosai  nagyrészt mezőgazdasággal foglalkoznak.